# Člun

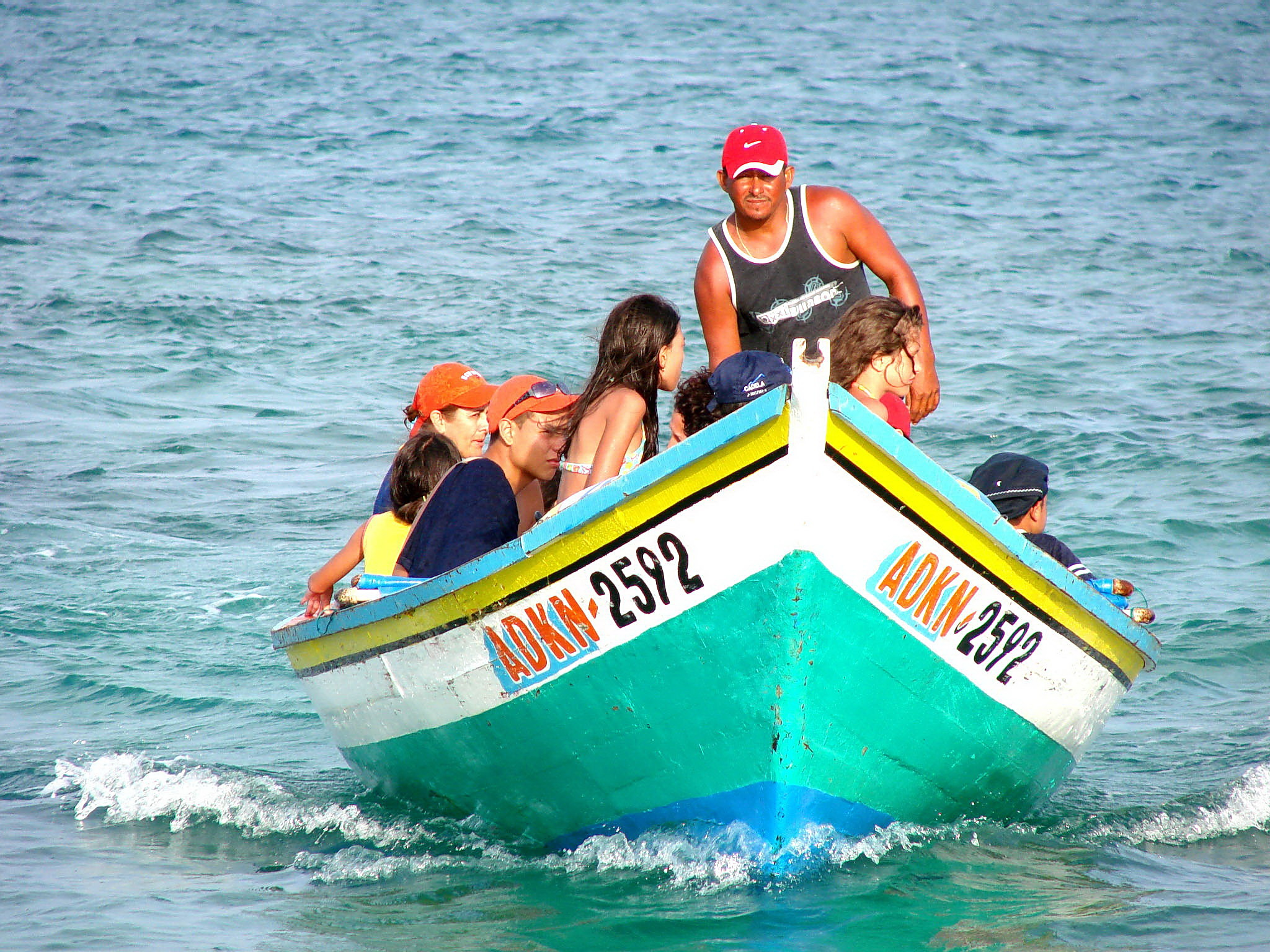
Malý člun plující u pobřeží

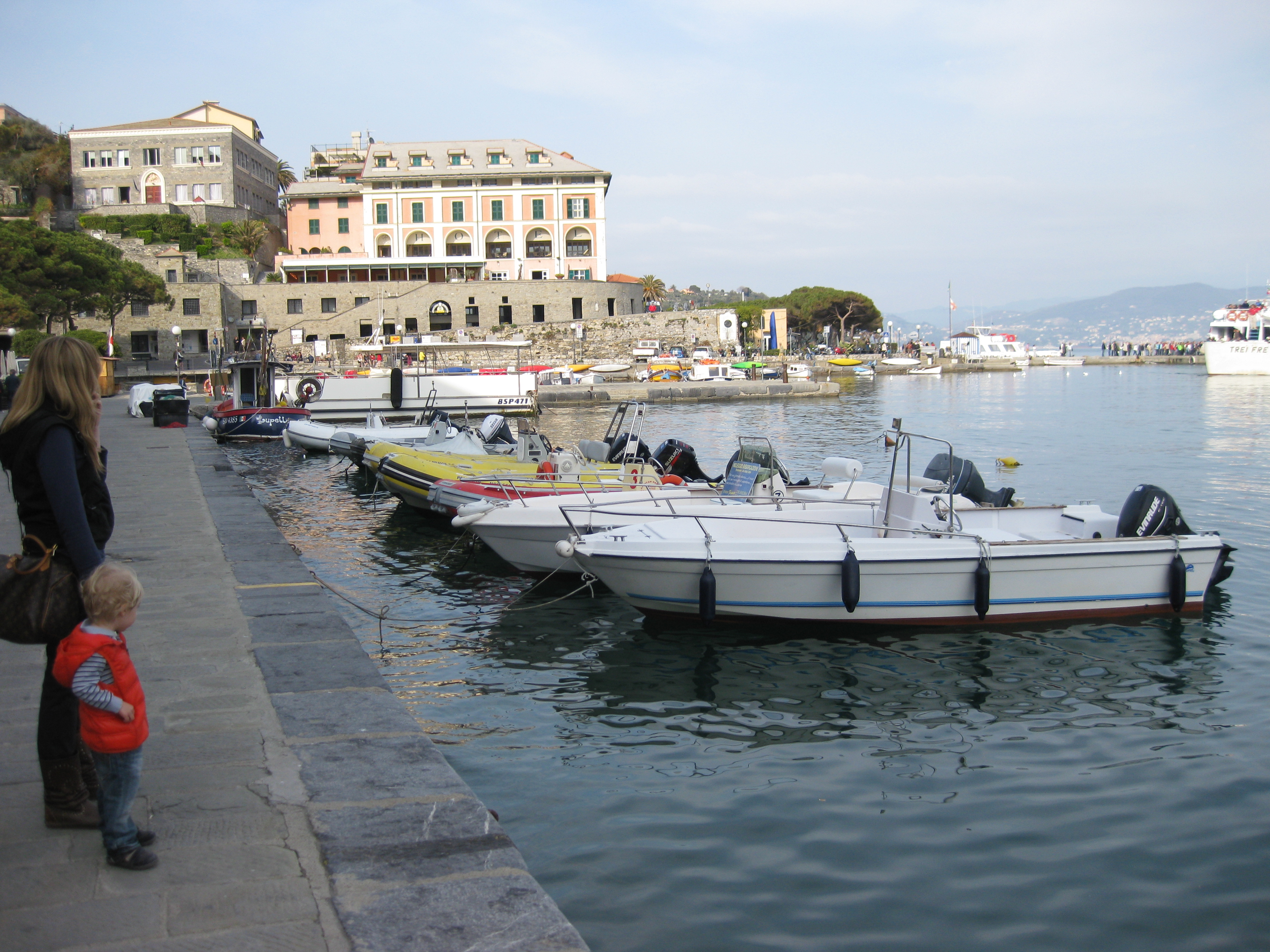
Čluny v Portovenere, Itálie

Člun je plavidlo obvykle menší než loď a často bez vlastního mechanického pohonu. Některé čluny jsou tak malé, že se běžně přepravují loděmi a na souši v přívěsech za motorovými vozidly. Člunem se nazývají i například malá nafukovací plavidla k plážové rekreaci.
V širším slova smyslu je člun malá loď, obdobně jako v angličtině pojem boat na rozdíl od ship či v němčině das Boot na rozdíl od Schiff. Čluny pro delší plavby i po otevřeném moři mívají podpalubí – v civilním sektoru typicky rybářský člun. Mezi válečná plavidla pak řadíme čluny dělové, torpédové, raketové, hlídkové/strážní, vyloďovací (které zpravidla podpalubí nemají). Ve starší literatuře se můžeme setkat s pojmem podmořský nebo ponorný člun jako označením pro ponorku.
Ve vnitrozemské plavbě se označení člun oficiálně používá pro lodě bez vlastního strojního pohonu (vlečný člun, tlačený člun), případně pro malá plavidla s vlastním strojním pohonem (otevřený člun, kajutový člun, závodní člun).

## Popis
Člun je skořápkovitá vztlaková struktura podle Archimédova zákona, která se nazývá trup, někdy doplněná kvůli stabilitě pomocnými trupy či plováky (katamarán). Pohon může být lidskou silou, například vesly (pramice), pádlem (kajak, kánoe), bidlem (přívoz), pro delší a sportovní plavby systémem plachet. Větší a vojenské čluny pohání nejčastěji lodní šroub, na mělkých tocích parní kolesa a pro rychlé čluny trysky.

## Historie

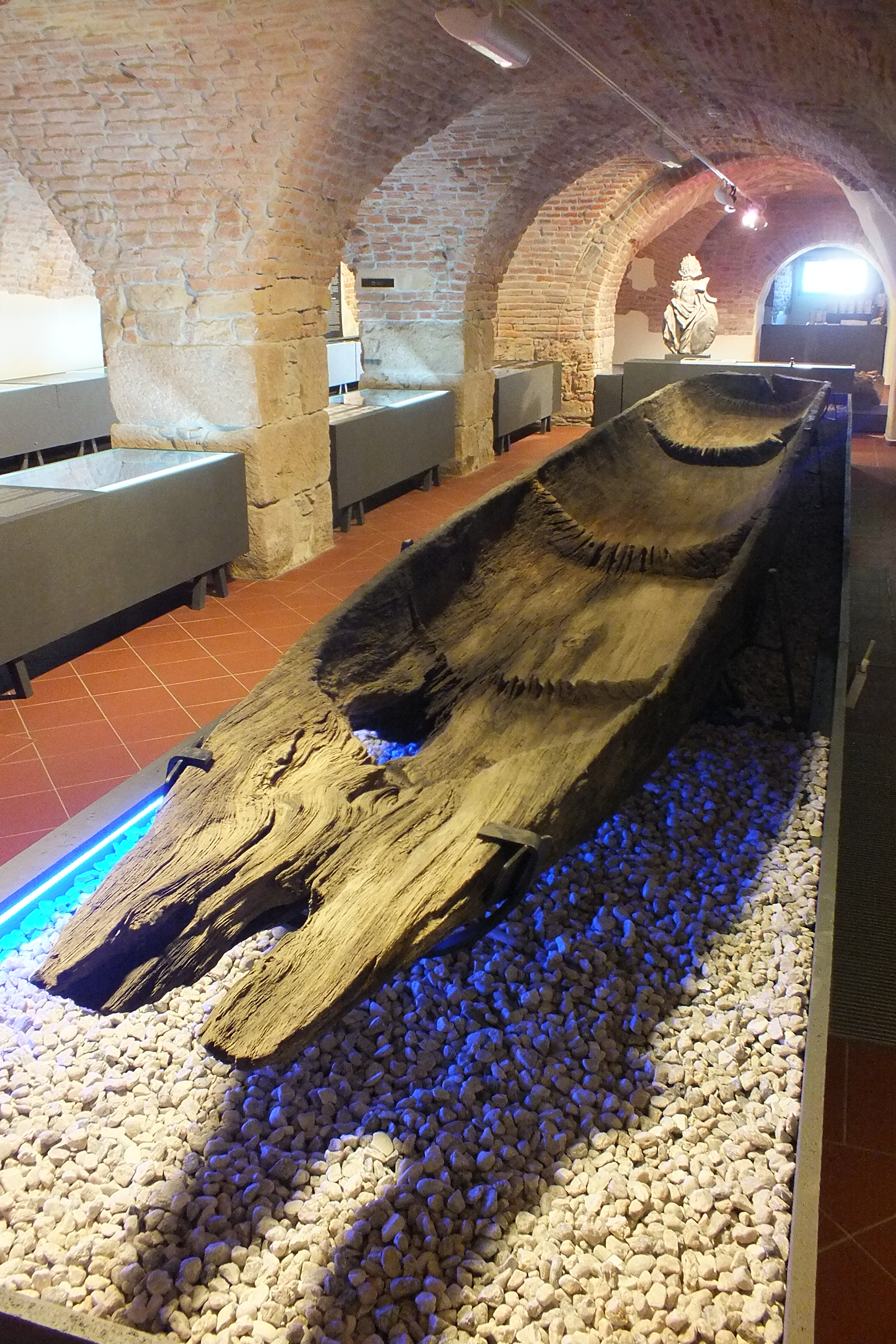
Keltský monoxyl z Mohelnice, (5.-1. stol.př. n. l.)

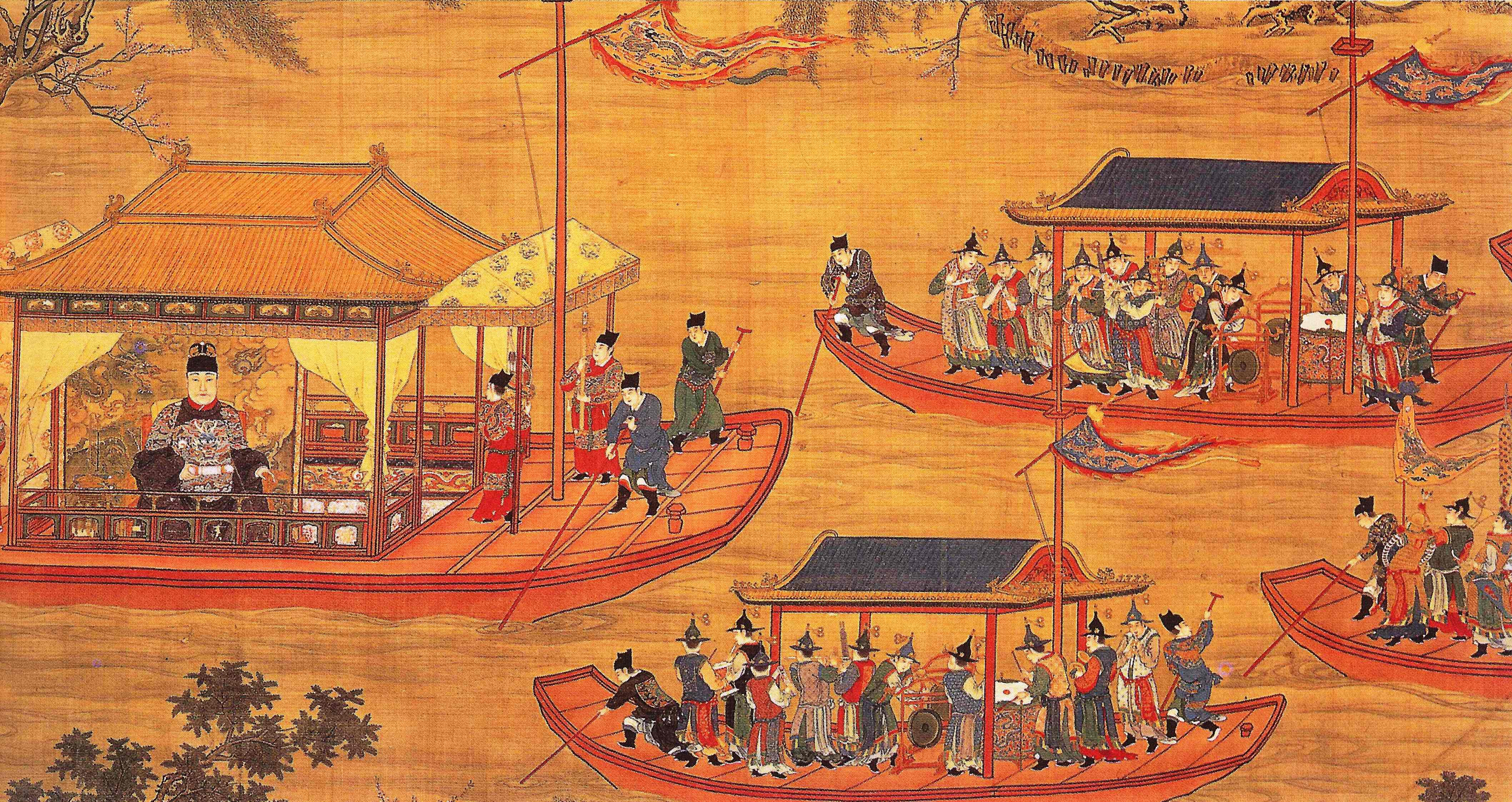
Čínský císař na inspekční cestě (1538)

Nejstarší čluny, tzv. monoxyly, byly vydlabány z jediného kmene stromu. Ale už ve starověku stavěli lidé dřevěné čluny s kostrou (kýlem a žebry), na niž se vázala obšívka z úzkých prkének. Mezery mezi nimi se ucpávaly koudelí a tmelily pryskyřicí. Zpočátku se užívaly k rybolovu, k dopravě po řekách a jezerech, později vozily lidi i zboží podél pobřež. Podle některých zpráv už egyptští mořeplavci obepluli Mys Dobré naděje a Středozemním mořem se vrátili domů. Větší čluny dostaly palubu a začaly se vyvíjet v lodě. Důležitou novinkou bylo otočné kormidlo, vetknuté mezi kýl a palubu, které nahradilo dřívější kormidelní veslo, zdokonalení plachet a motorový pohon.

## Současnost
Nejmenší současné čluny se vyrábějí z umělých hmot, z laminátů a z gumy. Pozvolna nahrazují ploché říční pramice z prken a slouží k rekreaci, drobnému rybolovu a sportu. Větší rybářské čluny se modernizují, staví z kovu a umělých hmot a opatřují nejen motory, ale i radary. Sportovní čluny se technicky velmi zdokonalily, zároveň se však prudce zvýšila jejich cena a vybavením se často blíží jachtám. Ve válečném námořnictvu není hranice mezi člunem a lodí přesně stanovena a spíš s ohledem na tradici se hovoří o dělových, hlídkových či raketových člunech.